# Codonanthe devosiana
Codonanthe devosiana är en tvåhjärtbladig växtart som beskrevs av Lem.. Codonanthe devosiana ingår i släktet Codonanthe och familjen Gesneriaceae. Inga underarter finns listade i Catalogue of Life.